# Освещение призматическими иллюминаторами

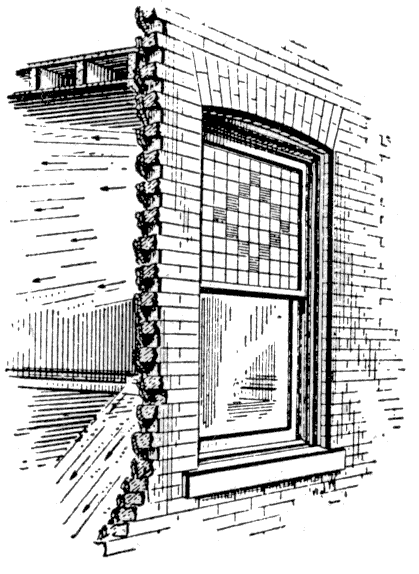
Призменная фрамуга преломляет свет, проходящий через верхнюю часть окна, вверх

Освещение призматическими иллюминаторами, призменное освещение, иллюминатор для освещения подвальных помещений — использование стеклянных призм для улучшения распределения света в пространстве помещения. Используется для распределения дневного света с применением технических средств неизображающей оптики.

## История
Призменное освещение было популярно с 1890-х до 1930-х годов, когда было вытеснено подешевевшим электрическим освещением. Массовое производство призменных осветительных систем прекратилось примерно в 1940 году. В 2010-х годах оно было возрождено с использованием новых материалов.

## Принцип действия
Реакция человеческого глаза на свет нелинейна: уменьшение вдвое уровня освещённости не уменьшает вдвое воспринимаемую яркость пространства, для человека освещённое пространство становится лишь немного темнее.  Если свет перераспределяется от самых ярких частей комнаты к самым тёмным, комната в целом кажется более светлой, и может быть обеспечен комфортный уровень освещения на большем пространстве, что позволяет снизить потребность в искусственном освещении.
Преломление и полное внутреннее отражение света внутри оптических призм могут искривлять его лучи. Изменение направления света позволяет его перераспределять по помещению.
Много маленьких призм можно соединить в лист. Сборный лист призм чем-то похож на линейную линзу Френеля, но, в отличие от неё, каждый выступ такого листа может быть идентичным. В отличие от линзы Френеля, свет не фокусируется, а используется для анидолического освещения.

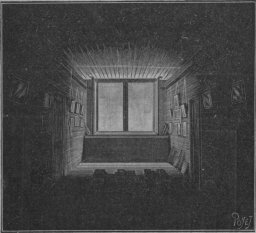
Свет из окна без использования призменного освещения
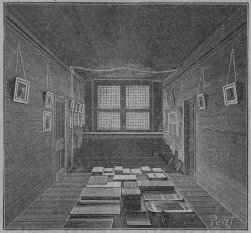
Тот же свет, перераспределенный призматическими плитками в окне
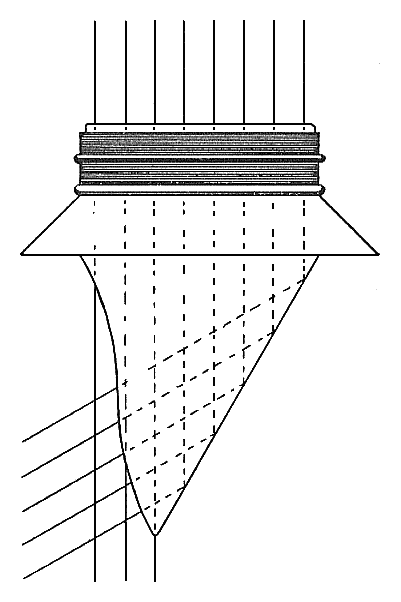
Одиночная подвесная призма, демонстрирующая схему полного внутреннего отражения в ней
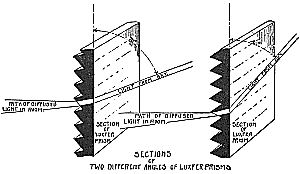
Два варианта призматических плиток, с разными углами преломления света в них. Угол падения света разный, но угол преломлённого светового потока одинаковый (почти горизонтальный, что оптимально для унификации)

## Типы
Палубные призмы, установленные на кораблях, пропускали свет через верхние палубы и распространяли его на нижние палубы судна. На суше призмы в тротуарных фонарях использовались для освещения подвалов и складов.
Призматические плитки использовались вертикально, обычно в качестве верхнего света над окном или дверью. Их также встраивали в стационарные и подвижные навесы, наклонное остекление и световые люки. Они преломляют свет вверх, чтобы он глубже проникал в помещение, а не освещал пол возле окна. 
Современные призматические панели представляют собой акриловую версию старых стеклянных призматических плиток. Как и стеклянную плитку, их можно монтировать на регулируемые навесы. Канальные панели используют прорези, которые отражают свет внутрь. Для перенаправления света также могут использоваться голографические оптические элементы.
Оконная плёнка, перенаправляющая дневной свет (англ. Daylight redirecting window film, Daylight redirecting film, DRF) представляет собой тонкий лист гибкой плёнки, который можно легко отделить и приклеить, её оптический слой обычно изготовлен из акрила. Существует два типа такой плёнки. В первом плёнка отформована с помощью крошечных призм, образуя гибкую миниатюрную призматическую панель, которую можно легко приклеить. Во втором плёнка формована с тонкими почти горизонтальными пустотами, выступающими внутрь или сквозь акрил; щели отражают свет, падающий на их верхнюю поверхность, вверх.  Преломление сведено к минимуму, чтобы не окрашивать свет.  Отражающие свет плёнки более прозрачны (все плёнки полупрозрачны), но отражающие, как правило, направляют свет вверх к потолку, а не глубже в комнату. Плёнки на основе преломления полупрозрачны и менее прозрачны отражающих, но обеспечивают более точный контроль над направлением исходящего светового луча. Преломляющая плёнка может быть изготовлена с призмами различной формы для преломления света под разными углами.

## Производство и ремонт
В прошлом призматические элементы были отлиты из стекла, их можно было резать и полировать. Призматические плитки часто изготавливались из одиночных призм, соединённых цинковыми, свинцовыми или электроглазированными медными полосами (метод соединения похож на используемые для создания традиционных европейских витражей).  Тротуарные призмы были отлиты как единое целое в виде одно- или многопризменных линз и вставлены в несущие рамы. Плёнка, перенаправляющая дневной свет, изготавливается из акрила.
Повреждённые призматические плитки можно отремонтировать, и, поскольку они стандартизованы, существует рынок запасных частей для замены. Отливки могут быть заменены целиком, а отдельные повреждённые плитки составной призмы могут быть усилены скрытыми стержнями, похожими на те, которые используются для укрепления витражей.

## Архитектурный дизайн
Были разработаны сложные системы для освещения различных пространств призматическими плитками. Как правило, их задача состояла в том, чтобы направить доступный свет через комнату почти горизонтально.  Одна из компаний поставляла призмы девяти вариантов с разными углами преломления. В разных частях одной и той же оконной фрамуги часто использовались призмы с разными свойствами, иногда для вертикального рассеивания света, а иногда для горизонтального отклонения света вокруг препятствий, например, колонн.
Призматические плитки иногда имеют сложные художественные узоры, отлитые снаружи; так, Фрэнк Ллойд Райт создал более сорока рисунков призматической плитки.
Призменное освещение более эффективно работает на светлых открытых пространствах. Некоторые считают, что это способствовало переходу от тёмных обособленных викторианских интерьеров к открытым светлым.  Удаление или заделывание старых призменных оконных проёмов часто заметно по характерно высокому расположению вывесок над витринами.
Оконная плёнка, перенаправляющая дневной свет, первоначально состояла из двух компонент: перенаправляющей свет плёнки и рассеивающей свет (уменьшающей блики) плёнки. Эти две плёнки часто располагались на разных внутренних поверхностях стеклопакета. Теперь же доступны интегрированные оконные плёнки. Некоторые плёнки, перенаправляющие дневной свет, отражают падающий свет вверх от крошечных почти горизонтальных отражателей, поэтому при больших углах наклона солнца они резко изгибают его, отбрасывая вверх к потолку, где типичный потолок рассеивает дневной свет несколько глубже в пространство. Другие плёнки преломляют свет под любым заданным углом, в идеале направляя его почти горизонтально в комнату. Вместо непрозрачных жалюзи можно использовать перенаправляющие плёнки. 

## Галерея

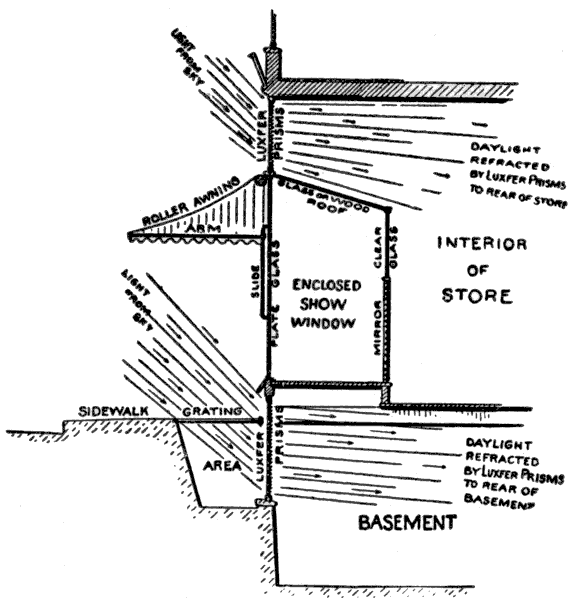
Дневное освещение магазина с витриной с помощью фрамуг из призматической плитки
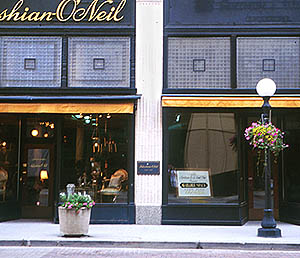
Внешний вид такого магазина (вид шире, вид ближе)
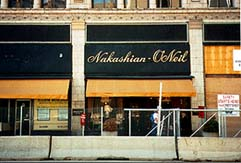
Тот же магазин до того, как были восстановлены призматические фонари, демонстрирующие характерные пропорции
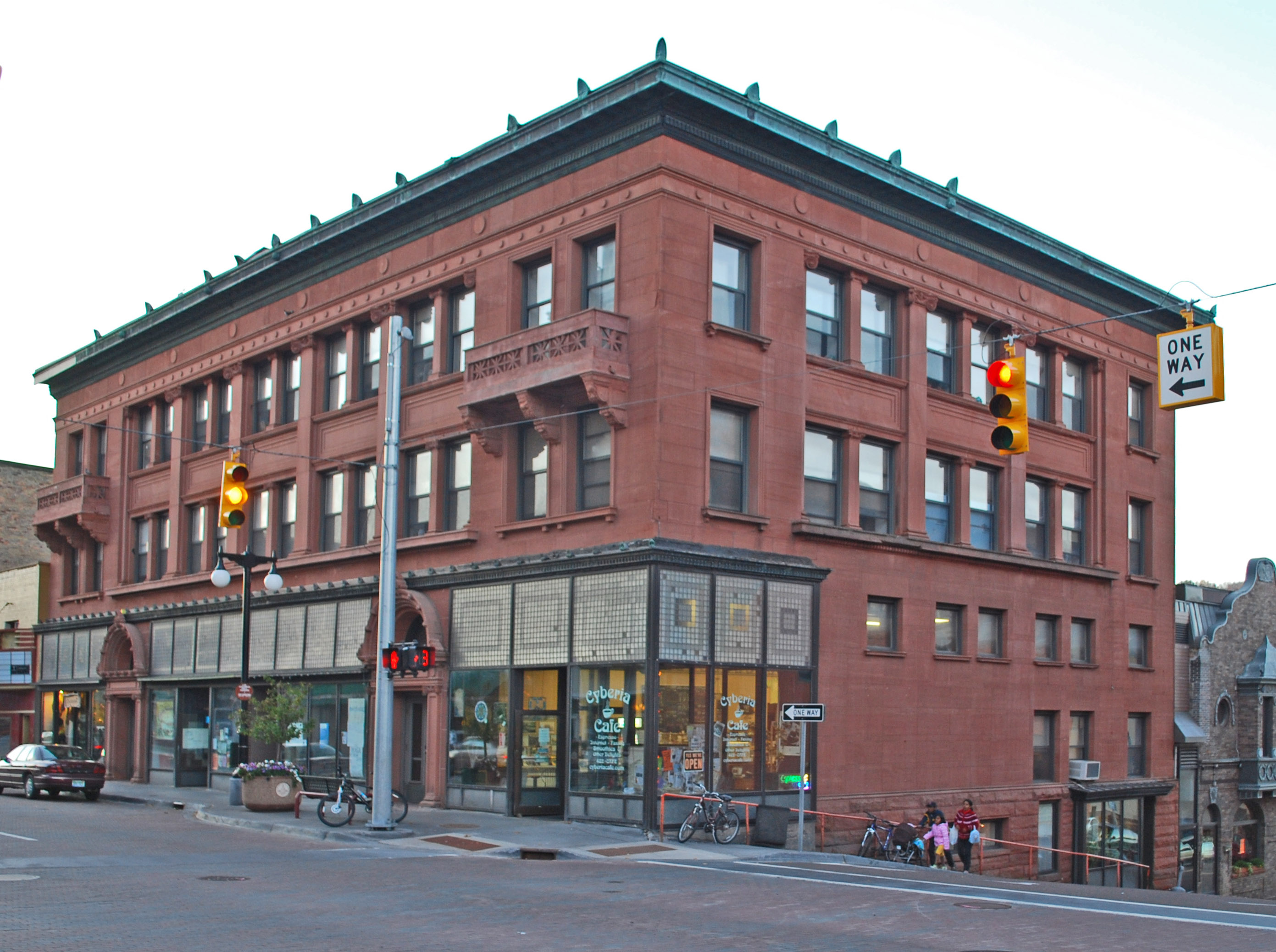
Здание с оригинальными фрамугами для магазинов
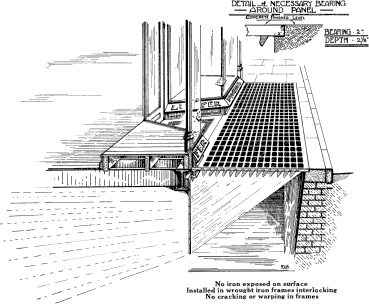
Двухступенчатое преломление для освещения подвала
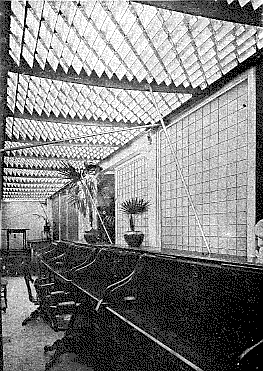
Система, используемая для освещения торгового зала внутри полого тротуара. Потолок и стена справа — призмы
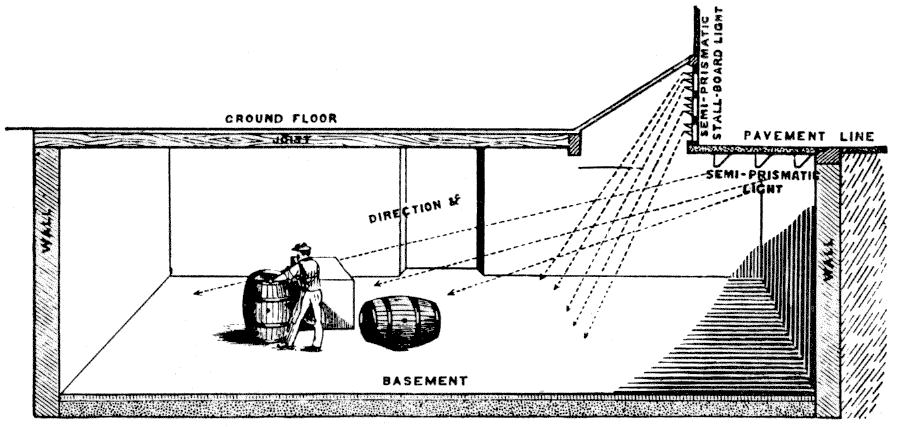
Схема призменного фонаря прилавка. Эта система также может освещать подвал без полого тротуара
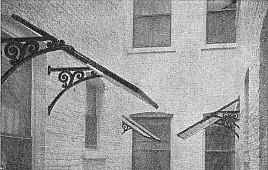
Призматические стеклянные навесы во дворе, чтобы отклонять почти вертикальный свет вбок в окна
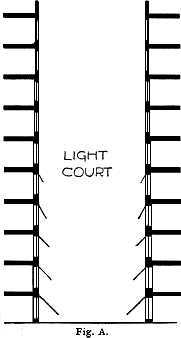
Схема светового колодца с постепенно увеличивающимися призменными навесами внизу
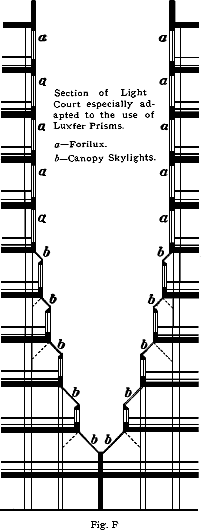
Конический компактный светильник, хорошо разработанный для использования с призматическим освещением
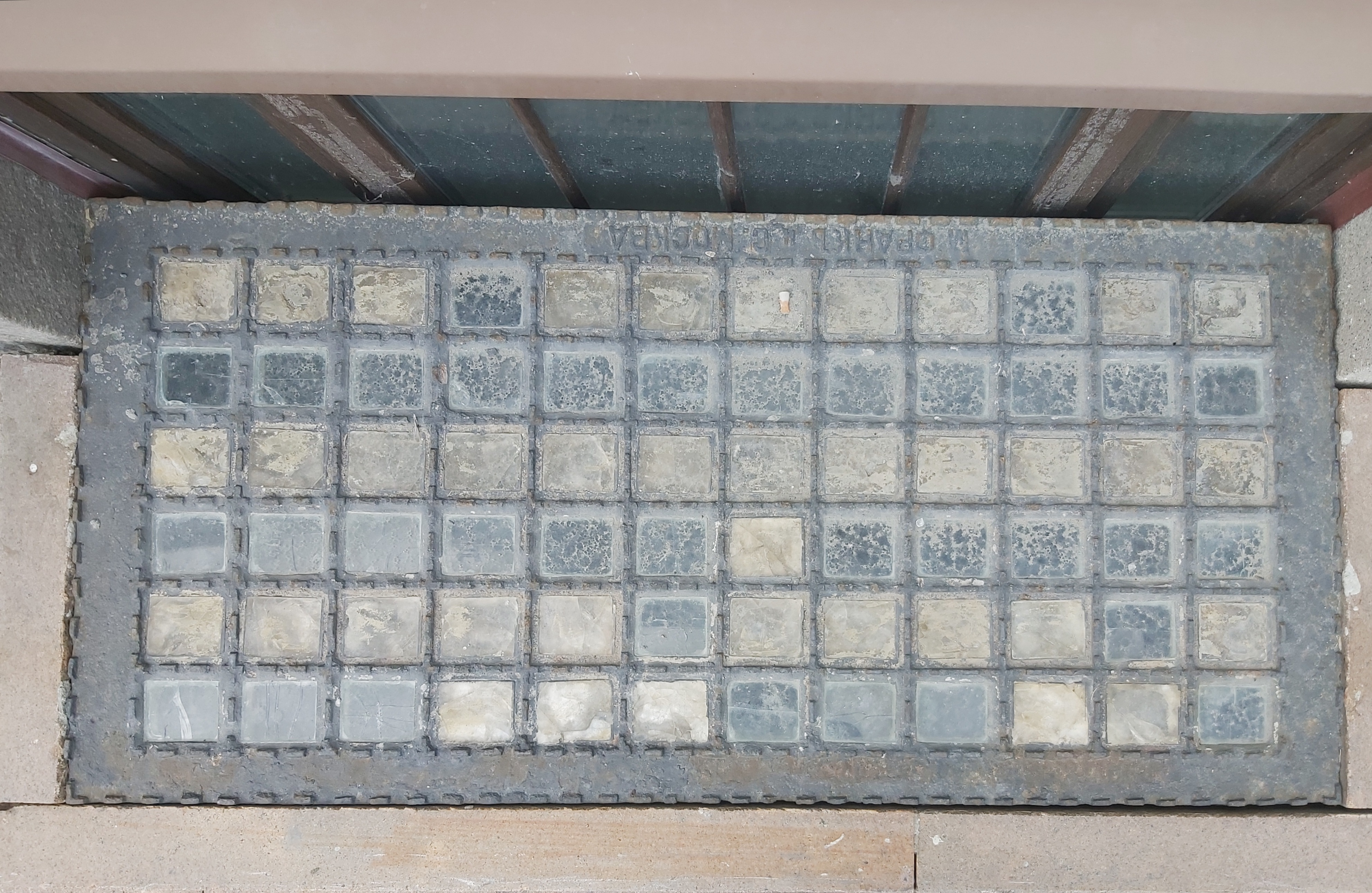
Призматические осветительные панели, вставленные в тротуар над приямками полуподвальных окон, изготовленные на заводе Торгового дома «М. Франкъ и К°»